# Scyletria inflata
Genre
Espèce
Scyletria inflata, unique représentant du genre Scyletria, est une espèce d'araignées aranéomorphes de la famille des Linyphiidae.

## Distribution
Cette espèce se rencontre au Canada dans les Territoires du Nord-Ouest, en Alberta, en Saskatchewan, au Manitoba, en Ontario, au Québec, au Nouveau-Brunswick, en Nouvelle-Écosse et en Terre-Neuve-et-Labrador et aux États-Unis dans l'État de New York et en Caroline du Nord.

## Publication originale
- Bishop & Crosby, 1938 : Studies in Ameran spiders: Miscellaneous genera of Erigoneae, Part II. Journal of the New York Entomological Society, vol. 46, p. 55-107.